# Beverston Castle
O Beverston Castle (Castelo de Beverston), também conhecido como Beverstone Castle, é um castelo inglês, actualmente em ruínas, que foi construído originalmente como uma fortaleza medieval em pedra e posteriormente adaptado a casa senhorial. Foi fundado em 1229 por Maurício de Gante. O desenho original do castelo tinha uma forma aproximadamente; mais tarde, no início do século XIV, foi acrescentado um pequeno forte quadrangular, assim como a portaria com torres gémeas.
O castelo está situado no centro da aldeia de Beverston, aproximadamente 200 metros a norte (e fora de vista) da A4135, estrada que cruza Beverston, no Gloucestershire, Inglaterra. Encontra-se, também, cerca de 3 km a oeste da cidade de Tetbury e cerca de 2 km a leste de Calcot Manor, um solar anexo à abadia local. O edifício insere-se nas Cotswolds, uma região de colinas designada como "Área de Beleza Natural Excepcional" (Area of Outstanding Natural Beauty - AONB), uma classificação que distingue uma área de campo com valor paisagístico significativo na Inglaterra, País de Gales ou Irlanda do Norte que foi especialmente distinguida pela Countryside Agency em parceria com o Governo do Reino Unido.
Grande parte do edifício está, agora, em estado de ruína, mas uma porção da estrutura está ocupada e um jardim extenso e elegante jardim faz parte da propriedade.

## História
Vestígios romanos anteriores têm sido encontrados na vizinhança do Calcot Manor, indicando a habitação desta área desde cerca do ano 400, embora, aparentemente, povos anteriores, da Idade do Ferro, também possam ter estado neste local. Historicalmente, em tempos medievais o sítio é conhecido como Beverstone, mas no início da Idade Média era chamado de Beverstane. Outra designação antiga para este lugar era Bureston, derivada do grande número de pedras azuis encontradas aqui.
O próprio local é conhecido por ter servido de cenário a uma importante batalha, cerca de 1140, entre os exércitos oposicionistas ingleses do Rei Estêvão I e da Imperatriz Matilde. Aparentemente, Maurice de Gaunt construiu o castelo original algures antes de 1229, sem uma licença real, embora lhe tenha sido concedida uma com o propósito de lhe serem acrescentadas ameias. Este castelo inicial foi fortificado com uma vala em forma de T, parte do qual se mantém intacta com o aspecto dum fosso parcial no lado sul do castelo. No início do século XIV, Thomas, Lord Berkeley, o Rico (1293–1361), modificou o Beverston Castle, erguendo um pequeno forte quadrangular, com uma portaria de torres gémeas. Uma torre quadrada mais pequena foi acrescentada no final do século XV.
No século XVI, sabe-se que Sir Michael Hicks (filho de London e Julia Arthur) possuiu Beverston Castle e passou a sua posse de Beverston ao seu filho, Sir William Hicks, 1º Bart de Beverston. A propriedade permaneceu na família Hicks ao longo, pelo menos, do século XIX. Como saída militar da Guerra Civil Inglesa (meados do século XVII), grande parte do Beverston Castle foi destruída. forças dos Cabeças Redondas atacaram o castelo duas vezes durante a guerra civil, mas o maior golpe deve ter sido uma ordem do Parlamento para desmantelar os seus trabalhos defensivos. Sobreviveram as enfiadas oeste e sul, juntamente com uma das suas torres originais da portaria em forma de D.

## Arquitectura
A extensa e sólida enfiada oeste do Beverston Castle é flanqueada por torres quadradas nos seus cantos, possuindo um solar acima dum subterrâneo abobadado. O castelo de alvenaria em forma pentagonal tem duas torres sobreviventes, embora arruinadas, da construção original do século XIII, ordenada por de Gaunt. A pedra calcária e tom azul parece ter origem na mesma pedreira do vizinho Calcot Manor. A portaria de dois andares, com uma extensa torre em forma de D, foi acrscentada por Lordr Berkeley entre 1350 e 1360. O arco da portaria, totalmente intacto, deve ter sido protegido, originalmente, por um imenso portcullis. Sobre a arcada, existia uma câmara bastante grande no primeiro andar. A arruinada torre quadrada noroeste data do século XIV (trabalho de Lorde Berkeley), e foi modificada posteriormente no final do século XV.
A doméstica enfiada sul, actualmente ocupada, foi construída pela família Hicks no início do século XVII, reflectindo uma era de crescimento da seguraça para os grandes solares. Esta enfiada foi originalmente ocupada por um grande hall medieval, tanto da época de De Gaunt como da de Berkeley. No ano de 1691, um incêndio danificou esta enfiada sul, a qual foi restaurada pouco depois.

## Aspecto actual
Actualmente, Beverston Castle é uma propriedade privada. Podem ser captadas algumas boas fotografias a partir da estrada pública que dá acesso ao castelo. O antigo fosso foi incorporado no extenso e bem cuidado jardim. Os jardins são considerados como um bom local para ver orquídeas. A entrada sul do castelo é feita através duma ponte sobre os vestígios do fosso. O acesso de veículos, no lado norte do castelo, é feita através do antigo arco da portaria.